# Hochtemperaturrohr

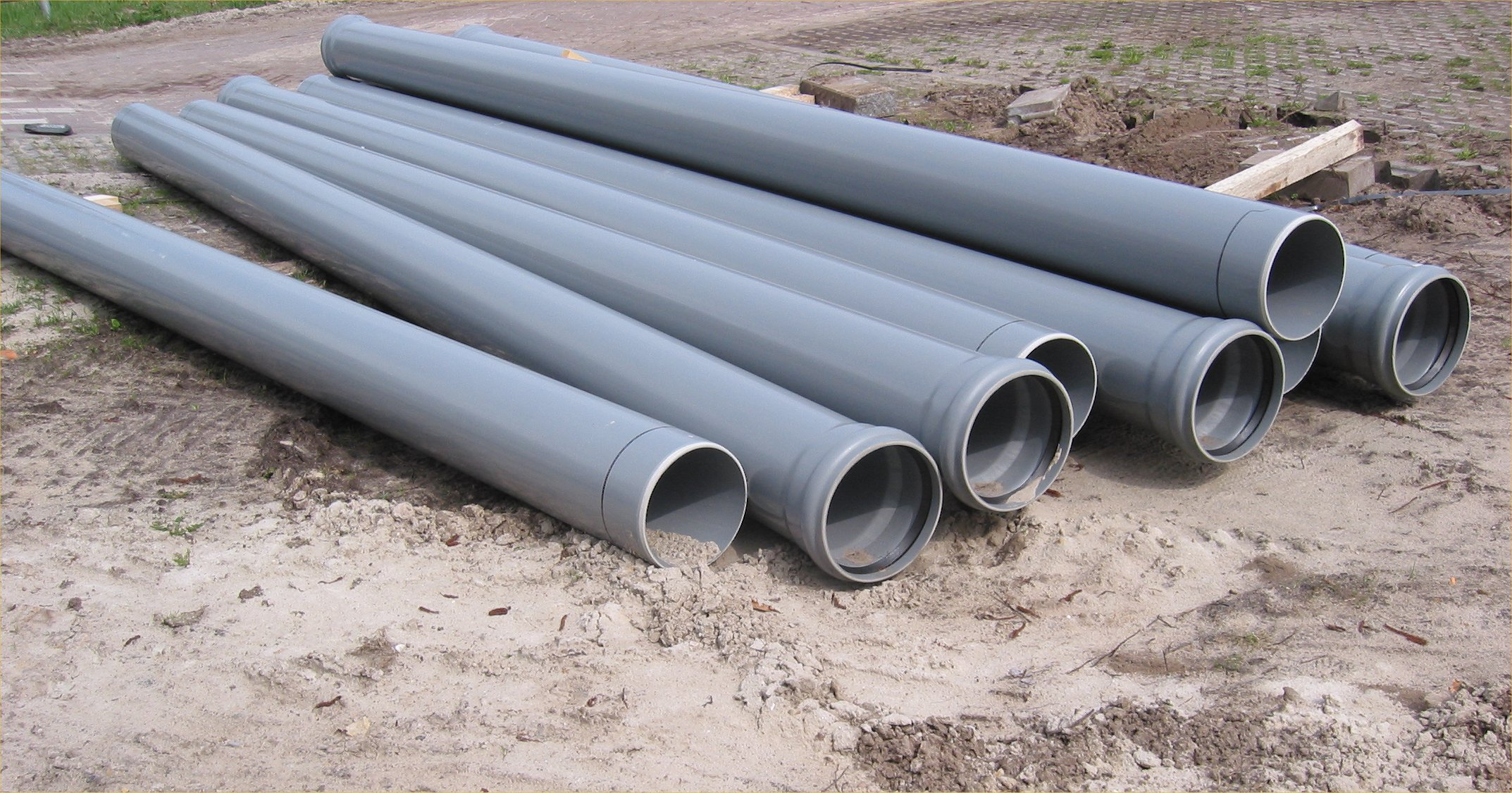
HT-Rohre

Hochtemperaturrohr (kurz HT oder HT-Rohr), in Österreich umgangssprachlich auch POLO-KALrohr, entsprechend der Wortmarke eines Herstellers, wird für Abwasserleitungen in Gebäuden (bis zur Außenwand, s. u.) verwendet und ist bis 95 °C wärmebeständig. Die Rohre aus Polypropylen (PP, grau), Polyethylen (PE, schwarz) oder  ABS/ASA/PVC (dunkelgrau) sind außerdem resistent gegen Salze, Laugen und Säuren.
„Hochtemperatur“ bedeutet, dass sich die Leitungen auch bei Durchfluss von heißen Medien nicht verformen und nicht ausgasen. Dies kann bei den druckfesteren, erdverlegten KG-Rohren bei einer Abwassertemperatur von etwa 65 °C geschehen; und darüber hinaus sind bei einem Brand im Haus toxische Gase zu erwarten. Neben HT-Rohren kommen als wärmebeständige Hausinnenleitungen auch metallene SML-Rohre zum Einsatz.
HT-Rohre gibt es in den Größen DN 32 bis DN 160 und in Längen zwischen 150 und 6000 mm. Bögen und Abzweige sind mit Winkeln von 15° bis 87,5° erhältlich. Adapter ermöglichen es, HT-Rohre mit Guss- oder anderen Metallrohren zu verbinden.
Bei erhöhten Anforderungen an den Schallschutz werden PP- oder AS-Rohre aus mineralfaserverstärktem Kunststoff oder rotbraune SML-Rohre aus Grauguss verwendet.
HT-Rohre werden nicht im Freien oder im Erdreich (Grundrohr) verwendet, hier kommt das robustere, meist orangebraune Kanalgrundrohr (KG-Rohr) zum Einsatz.
HT-Rohre werden auch von manchen Herstellern für Zentralstaubsaugeranlagen als Rohre zur Verbindung des Zentralgeräts mit den Saugdosen in den jeweiligen Geschossen empfohlen.